# Oreocharis caobangensis
Oreocharis caobangensis là một loài thực vật có hoa màu tím trong họ Gesneriaceae, được phát hiện trong chương trình hợp tác Bảo tàng Thiên nhiên Việt Nam, Viện Hàn lâm Khoa học và Công nghệ Việt Nam với Viện Thực vật Quảng Tây – Viện Hàn lâm Khoa học Trung Quốc tại Khu bảo tồn thiên nhiên Phia Oắc - Phia Đén (huyện Nguyên Bình), công bố trên tạp chí khoa học Phytotaxa ngày 28/3/2017. Tên loài được đặt theo tên vùng phân bổ tìm thấy mẫu vật đầu tiên: tỉnh Cao Bằng, Việt Nam.

## Phát hiện và đặt tên
Tên loài caobangensis được lấy theo tên nơi phát hiện ra mẫu vật đầu tiên: tỉnh Cao Bằng thuộc nước Việt Nam.

## Mô tả
Oreocharis caobangensis có nhiều điểm giống với loài cùng chi Oreocharis lungshengensis, khác biệt bởi lông nhung màu nâu ở cuống lá, phiến lá có 6-8 gân đôi bên, bẹ hoa nhỏ hơn. Tràng hoa phủ lông tơ, nhụy hoa nhẵn, dài 18-20 mm.